# Chone Szmeruk

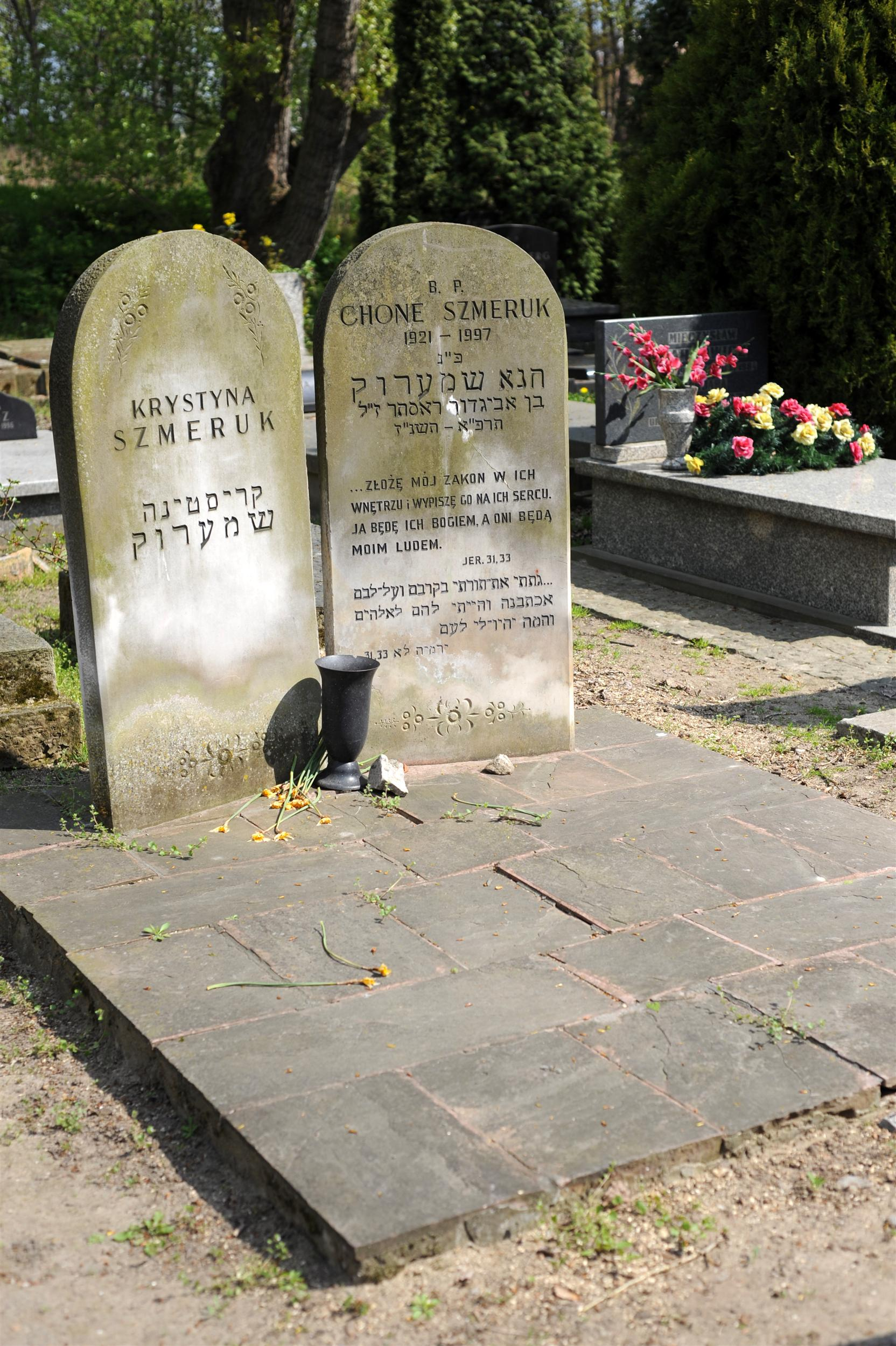
Grób Chone Szmeruka na cmentarzu żydowskim przy ulicy Okopowej w Warszawie

Chone Szmeruk (ur. 5 stycznia 1921 w Warszawie, zm. 5 lipca 1997 w Warszawie) – izraelsko-polski jidyszysta, historyk kultury i literatury żydowskiej, wieloletni profesor Uniwersytetu Hebrajskiego w Jerozolimie. Laureat Nagrody Izraela za rok 1996, członek Narodowej Akademii Nauk Izraela.

## Życiorys
Urodził się  5 stycznia 1921 roku Warszawie. Podczas II wojny światowej uciekł do ZSRR. Jego matka, ojciec oraz siostra zginęli w niemieckim nazistowskim obozie zagłady w Treblince. W 1949 roku wyjechał do Izraela, gdzie osiadł w Jerozolimie. Związał się z Uniwersytetem Hebrajskim, gdzie zajmował się historią i literaturą języka jidysz. W 1990 roku zmarła jego żona Myra. Wkrótce ożenił się ponownie – jego drugą żoną została Krystyna Shmeruk. Na początku lat 90. XX wieku wrócił na stałe do Polski i zamieszkał w Warszawie.
Laureat nagrody im. Icyka Mangera (1983) oraz Nagrody Izraela (1996).
Chone Szmeruk jest pochowany na cmentarzu żydowskim przy ulicy Okopowej w Warszawie (kwatera 2, rząd 5).

## Publikacje
- 1992: Historia literatury jidysz
- 2000: Legenda o Esterce w literaturze jidysz i polskiej
- 2003: Świat utracony. O twórczości Isaaca Bashevisa Singera